# Vermin Supreme
Vermin Love Supreme (Rockport, Massachusetts, 3 de junio de 1961) es un artista de performance, anarquista y activista estadounidense. Es conocido por sus satíricas candidaturas locales, estatales y en las elecciones generales de los Estados Unidos. Supreme destaca tanto por sus discursos como por su forma de vestir ya que, entre otras cosas, lleva una bota como sombrero y un cepillo de dientes grande allá donde se presente. Afirma que si es elegido presidente de los Estados Unidos, aprobará una ley que obligue a los estadounidenses a lavarse los dientes. En su manifiesto de la campaña electoral del 2012, prometía promover la concienciación sobre el Apocalipsis zombi, invertir en la investigación de los viajes a través del tiempo y proporcionar un poni para cada estadounidense. En 2011, participó en el movimiento Occupy Boston.

## Vida personal
Vermin creció cerca de Boston, Massachusetts y se dice que es el mayor de tres hermanos. En 1980, se mudó a Baltimore, después de graduarse del Gloucester High School, para atender a una escuela de arte que poco después abandonaría.
En 1986, se unió a una organización llamada The Great Peace March for Global Nuclear Disarmament (Gran Marcha Pacífica por el Desarmamento Nuclear Global) para protestar contra el armamento nuclear. A partir de 1987 empezó a presentarse para cargos públicos. Se cambió el nombre legalmente a Vermin Supreme ("Alimaña Suprema" en español) a principios de la década de 1990.
En 2006, Supreme donó uno de sus riñones a su madre para salvarle la vida. Está casado y no tiene hijos.

## Campañas electorales

### 1988
Vermin Supreme se presentó para ser alcalde de Mercury, Nevada como independiente después de haberlo intentado sin éxito en Baltimore y Detroit.

### 2000
En el año 2000, Vermin se autoproclamó "Emperador del Nuevo Milenio". Título que utiliza en sus campañas electorales.

### 2004
Supreme hizo campaña para las primarias presidenciales en Washington D. C., donde recibió 149 votos.

### 2008
Vermin Supreme hizo campaña en las primarias republicanas de New Hampshire donde recibió 41 votos (0.02%). Según la Comisión Electoral Federal, Supreme recibió 43 votos a nivel nacional.

### 2012
Vermin Supreme está haciendo campaña para las elecciones presidenciales de los Estados Unidos. En esta campaña consiguió:
- 29 de octubre, 2011: Se clasificó para ser listado en las primarias del partido democrático en New Hampshire.
- 19 de diciembre, 2011: Participó en el debate de los candidatos presidenciales democráticos menos conocidos. En este debate, Supreme tiró purpurina al candidato Randall Terry, afirmando que Jesucristo se lo había ordenado para convertirle en homosexual. En los Estados Unidos se hizo popular el acto de tirar purpurina a una persona que está en contra del matrimonio homosexual, como protesta.
- 12 de enero, 2012: En las primarias democráticas de New Hampshire, Supreme recibió 831 votos (Barack Obama ganó estas primarias con 48.959 votos).

## Obra
Vermin Supreme protagonizó en 2012 una película de la que es coautor llamada Vota a Jesus: Las crónicas de Ken Stevenson en la que encarna a un candidato político de derechas que intenta ganar acceso en el mundo del fundamentalismo americano.

### Filmografía
| Título                                      | Año  | Papel         | Medio      |
| ------------------------------------------- | ---- | ------------- | ---------- |
| Vota a Jesus: Las crónicas de Ken Stevenson | 2012 | Ken Stevenson | Cine       |
| 2008 Uncut                                  | 2008 | Él mismo      | Televisión |
| Winning New Hampshire                       | 2004 | Él mismo      | Documental |